# Ana Maria Guerra Martins
Pour les articles homonymes, voir Guerra et Martins.
Ana Maria Guerra Martins (née le 22 juillet 1963 à Lisbonne) est une juriste portugaise et juge à la Cour européenne des droits de l'homme.

## Éducation et parcours universitaire
Ana Maria Guerra Martins étudie le droit à l'Université de Lisbonne, où elle obtient en 1986 un Bachelor of Science. En 1993, elle obtient une maîtrise en droit de l'Union européenne de la même université. De 1997 à 1999, elle travaille comme chercheuse à l'Institut Max-Planck de droit public et international comparé à Heidelberg. En 2000, elle obtient son doctorat en droit public.

## Carrière académique
Après son retour au Portugal en 1999, elle devient maître de conférences à l'Université de Lisbonne. En 2000, elle devient maître de conférences junior pour les droits de l'homme internationaux et le droit constitutionnel à l'Université de Lisbonne. De 2004 à 2005, elle est professeure invitée à l'Université Paris-Sud ainsi qu'à l'Université Eduardo Mondlane de Maputo, au Mozambique. En 2006, elle retour à l'Université de Lisbonne et est nommée maître de conférences en droits de l'homme internationaux et en droit constitutionnel, et en 2011, elle devient professeure titulaire à l'Université de Lisbonne, poste qu'elle occupe jusqu'en 2020, date à laquelle elle assume la fonction de juge à la CEDH.

## Carrière juridique
Elle devient juge à la Cour constitutionnelle du Portugal en 2006, où elle reste en poste jusqu'en 2016. Entre 2006 et 2007, elle est inspectrice générale de la justice au Portugal. En octobre 2019, elle est élue et succède à Paulo Pinto de Albuquerque en tant que représentante du Portugal comme juge à la CEDH. Elle est la première femme à représenter le Portugal à la CEDH et commence son mandat le 1er avril 2020.